# UTC−1

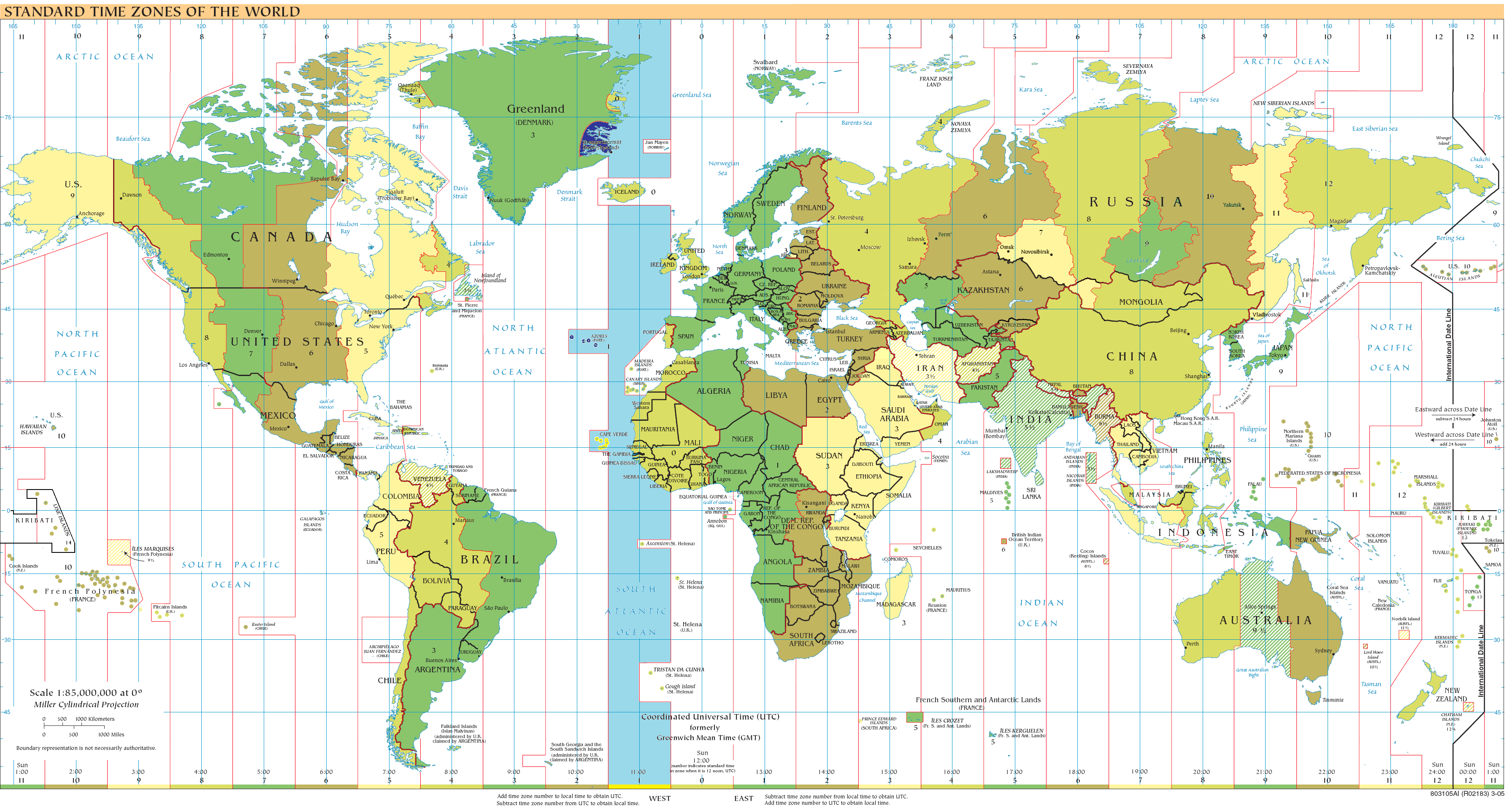
wintertijd
op zee, gehele jaar

UTC−1 is de tijdzone voor een aantal gebieden op het noordelijk halfrond.

## Landen en gebieden metzomertijd
- Groenland (Kalaallit Nunaat): Tunu (Oost-Groenland): Ittoqqortoormiit en omgeving (Zone 3)
- Portugal: Azoren

## Landen en gebieden zonder zomertijd
- Kaapverdië